# Ауксинас
А́уксинас (лит. auksinas — золотой или злотый в польской традиции) — денежная единица, имевшая хождение на территории Литвы в период с 1919 по 1922 годы.

## Предпосылки введения
Во время Первой мировой войны территории Российской империи, оккупированные Германией, были выделены в отдельную административную единицу, названную Ober Ost. Для обеспечения ведения там хозяйственной деятельности немцы выпустили так называемую германскую восточную марку (нем. Oberost-Mark). После капитуляции Германии и распада Российской империи многие вновь образованные страны ввели собственные валюты.
Правительство Литвы поступило иначе. 31 декабря 1918 года оно подписало соглашение с Германией о продолжении использования на своей территории в качестве платёжного средства восточных немецких марок. В дополнение к соглашению Литва, под 5 % годовых, получала кредит размером в 100 миллионов немецких марок. Он требовался для финансирования государственных нужд, а также для ведения литовско-советской войны.

## История хождения

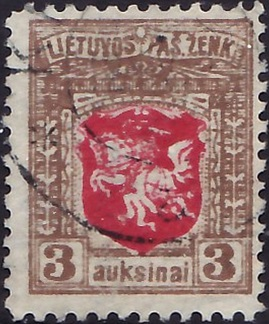
Литовская марка 1919 года

26 февраля 1919 года Литва официально сменила немецкие названия восточных марок и пфеннигов на литовские, соответственно, ауксинас и скатикас (лит. skatikas). При этом, чисто физически денежные знаки оставались теми же самыми, а их эмиссия по-прежнему обеспечивалась Германией. Так, например, в ауксинасах были номинированы некоторые выпуски марок.
Lietuvos Ūkio bankas, выпускавший в 1919—1920 чеки на предъявителя, номинал указывал не в ауксинасах, а в остмарках. Выпускались купюры в 50, 100, 500 и 1000 остмарок.
Первоначально обменный курс ауксинаса устанавливался как 1:1 с немецкой бумажной маркой Веймарской республики. Однако обе валюты были подвержены значительной инфляции. При этом в Литве, из-за опережающего её наводнения необеспеченными бумажными деньгами, использовавшимися для покупки и вывоза литовских товаров и сырья, экономика практически оказалась парализована.
Указанные обстоятельства обусловили переход Литвы к собственной валюте, которой со 2 октября 1922 года стал лит.